# Archethraulodes
Archethraulodes is een geslacht van haften (Ephemeroptera) uit de familie Leptophlebiidae.

## Soorten
Het geslacht Archethraulodes omvat de volgende soorten:
- Archethraulodes spatulatus